# Шапел Онзрен
Шапел Онзрен (фр. Chapelle-Onzerain) насеље је и општина у централној Француској у региону Центар (регион), у департману Лоаре која припада префектури Орлеан.
По подацима из 2005. године у општини је живело 109 становника, а густина насељености је износила 15,4 становника/km². Општина се простире на површини од 7,06 km². Налази се на средњој надморској висини од 120 метара (максималној 134 m, а минималној 121 m).

## Демографија
| 1962. | 1968. | 1975. | 1982. | 1990. | 1999. | 2011. |
| ----- | ----- | ----- | ----- | ----- | ----- | ----- |
| 110   | 83    | 89    | 73    | 77    | 90    | 115   |

График промене броја становника у току последњих година